# Shōchū
Shōchū (焼酎, しょうちゅう) là một thứ rượu trắng của Nhật Bản, được lên men rồi chưng cất từ lúa mạch, khoai và gạo. Thứ rượu này lại có nhiều loại với độ cồn khác nhau.

## Lịch sử
Nguồn gốc đích xác của rượu Shochu vẫn chưa được biết rõ ràng. Nguyên thủy, độ nặng của cồn trong rượu Shochu là từ rượu Araki hay Rambiki tại Nhật Bản. Rượu Arak là một tên chung chung cho một thể loại rượu chưng cất tại vùng Trung Đông.
Shochu có nguồn gốc từ vùng Persia, bành trướng về hướng Tây vào Châu Âu và về hướng Đông tới Ấn Độ, bán đảo Triều Tiên và Okinawa.Shochu được chưng cất lần đầu tiên vào khoảng năm 1300 sau Công Nguyên, vào thời kỳ Mông Cổ chiếm đóng bán đảo Triều Tiên. Người Mông Cổ đã chiếm được kỹ thuật chưng cất loại rượu arak của người Ba Tư trong quá trình xâm lược Trung Á và Trung Đông vào khoảng năm 1256 sau Công Nguyên. Sau đó nó được đưa vào Triều Tiên với tên gọi là soju và những xưởng chưng cất rượu soju được xây dựng quanh thành phố Kaesong.
Vào khoảng thế kỷ thứ 16, kỹ thuật này du nhập vào Kagoshima, nơi mà rượu Shōchū ra đời. Loại rượu này được chưng cất tại Okinawa với cái tên địa phương là Awamori.
Theo lịch sử văn tự ghi lại thì rượu Shōchū được sản xuất trễ nhất là vào thế kỷ thứ 16. Thí dụ như, khi mà nhà truyền giáo Francis Xavier viếng thăm Kagoshima vào năm 1549, ông ghi lại rằng "người Nhật Bản uống rượu Arak làm từ gạo… nhưng tôi không thấy một người nào say sưa cả. Điều đó xảy ra bởi vì khi họ say, họ nằm xuống và ngủ ngay."
Hơn thế nữa, tại đền thờ Koriyama Hachiman ở Okuchi, Kagoshima, tài liệu cổ nhứt liên hệ đến rượu Shochu được tìm thấy. Tại nơi này, hai người thợ mộc làm việc xây đền thờ vào năm 1559 đã khắc ghi lại trong một miếng gỗ làm trần đền thờ câu: "Vị cao tăng của Chùa rất bủn xỉn, ông ta không bao giờ cho chúng tôi một giọt Shochu để uống. Đúng là đồ khó chịu!"
Từ thời kỳ này cho đến triều đại Đức Xuyên, rượu Shochu được sản xuất khắp nước Nhật theo phương pháp cổ truyền Kasutori với chỉ một lần chưng cất duy nhứt. Vào thời Minh Trị, máy chưng cất rượu được nhập cảng từ Anh, và đã tạo cuộc cách mạng kỹ nghệ làm rượu Shochu tại Nhật Bản và giúp giá thành hạ xuống rất nhiều với độ tinh khiết cao trong suốt thời kỳ mà lúa gạo bị khủng hoảng.
Rượu Shochu được làm theo kiểu cổ truyền được gọi là rượu Shochu kiểu cổ, và sản xuất bằng phương pháp hiện đại thì gọi là rượu Shochu kiểu mới.

## Shōchū chưng cất nhiều lần và một lần
Luật thuế rượu của Nhật Bản phân shōchū thành loại chưng cất nhiều lần và loại chưng cất một lần.
- Loại chưng cất một lần là loại truyền thống, có nguồn gốc từ vùng Kyushu; nó còn được gọi là shōchū chuẩn (本格焼酎, honkaku shōchū). Loại này có độ cồn dưới 36%. Do chỉ chưng cất một lần, nên mùi thơm của nguyên liệu vẫn còn giữ được.
- Loại chưng cất nhiều lần xuất hiện từ khi kỹ thuật chưng cất của phương Tây được du nhập. Loại này có độ cồn dưới 45%. Do chưng cất nhiều lần, nên mùi thơm của nguyên liệu không còn giữ được.

Gần đây, tiêu thụ loại chưng cất một lần tăng mạnh. Lưu trữ ngày 3 tháng 10 năm 2008 tại Wayback Machine Lưu trữ ngày 27 tháng 7 năm 2013 tại Wayback Machine

## Các loại shōchū theo nguyên liệu

### Shōchū gạo
Shōchū nấu từ gạo Japonica giống như Nihonshu, nhưng độ cồn cao hơn. Loại này được nấu tại nhiều địa phương ở Nhật Bản, nhưng nổi tiếng hơn cả là ở Kumamoto, Akita và Niigata. Thứ shōchū gọi là Kumashōchū của các địa phương đông nam Kumamoto rất nổi tiếng, được chính quyền đăng ký bảo hộ thương hiệu.

### Shōchū lúa mạch
Shōchū nấu từ lúa mạch vốn ra đời từ đảo Iki ở Nagasaki, nhưng hiện được sản xuất nhiều nhất tại Oita. Trước thập niên 1960, loại này không phổ biến. Nhưng từ khi công nghệ trao đổi ion được ứng dụng vào sản xuất shōchū lúa mạch thì loại này trở nên phổ biến. Shōchū lúa mạch Oita là một thương hiệu đã được bảo hộ.

### Shōchū khoai lang

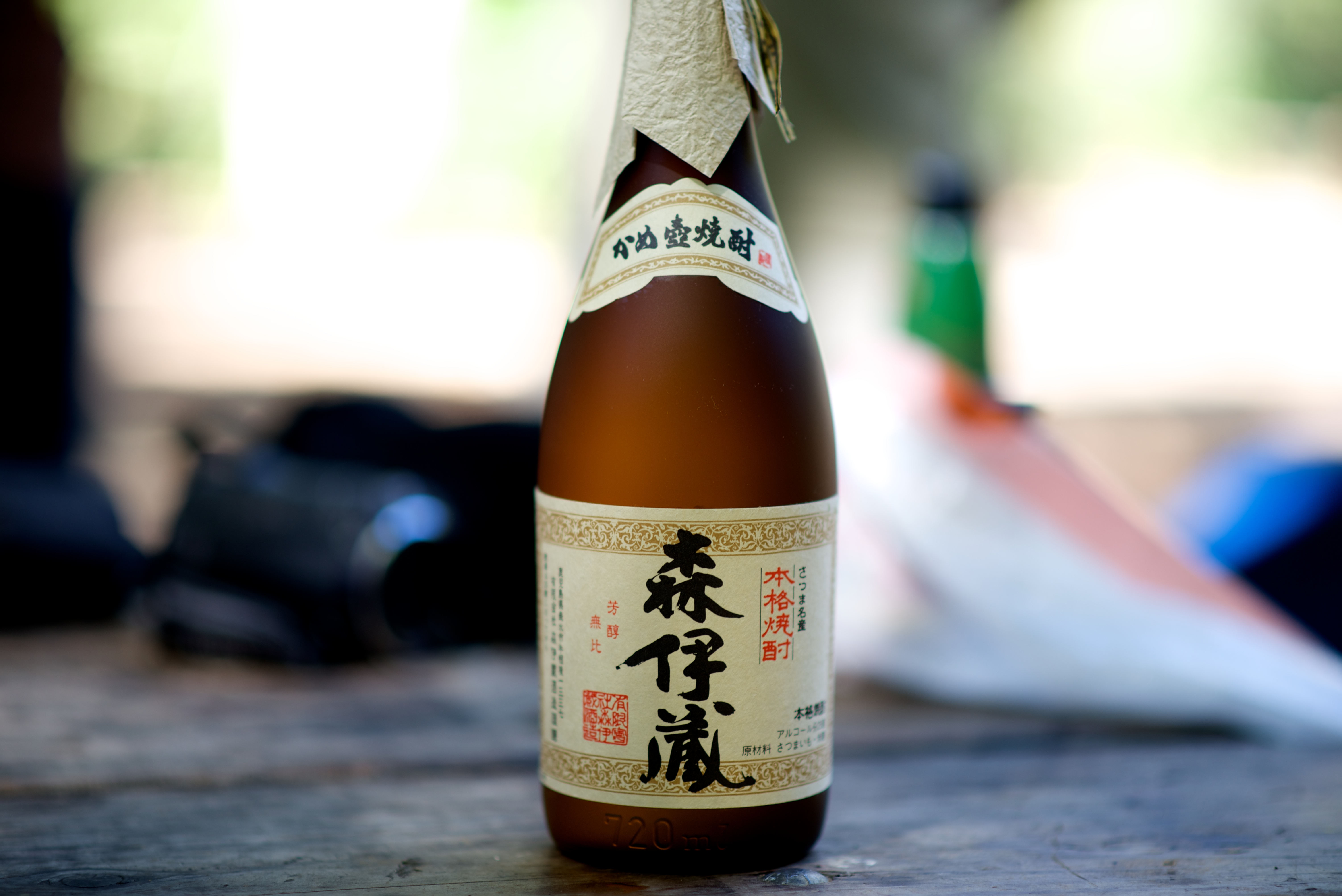
Shōchū khoai lang

Là thứ shōchū có từ thời kỳ Edo, xuất phát từ phía Nam Kyushu. Thành phần là khoai lang. Hiện loại này vẫn được tiêu thụ rộng rãi tại Kagoshima. Ban đầu nó hầu như chỉ được sản xuất ở tỉnh Kagoshima và Miyazaki, nhưng ngày nay được sản xuất trên khắp Nhật Bản bằng cách sử dụng khoai lang trồng tại địa phương.
Thứ Satsuma shōchū của Kagoshima có tiếng là thơm ngon và đã được đăng ký bảo hộ thương hiệu.
Hương vị của shōchū khoai lang là một chút khói, gợi liên tưởng đến một số loại rượu whisky.

### Shōchū soba
Là thứ shōchū mà nguyên liệu chính để nấu là soba. Loại này xuất hiện lần đầu vào năm 1973, hiện chỉ được sản xuất chủ yếu tại vùng núi ở Miyazaki, nơi có đặc sản soba nổi tiếng.

## Tìm mua rượu shochu và phong tục uống shochu
Tại Kyūshū, trung tâm sản xuất rượu Shōchū, thì rượu Shōchū phổ biến hơn rượu Sake rất nhiều. Trên thực tế, tại đây người ta gọi rượu Sake là rượu Shōchū. Ở Nhật bạn có thể tìm mua sochu ở bất kỳ đâu. Ở Việt Nam bạn có thể mua rượu Shochu ở các shop rượu Nhật Bản, các nhà hàng Nhật. Giá rượu shochu nhật bản cũng tùy từng loại từng dung tích và địa điểm nhưng ở việt Nam có giá vài trăm nghìn đồng với loại nhập khẩu, loại sochu sản xuất trong nước có thể rẻ hơn.
Cách uống loại rượu Shochu còn tuỳ theo sở thích của từng người mà ta có thể uống cùng với nước nóng, với soda,với nước trà hoặc nước trái cây.
Thường shochu uống pha với nước nóng. Trước tiên nước nóng được rót vào ly, sau đó rượu Shōchū được chế thêm vào. Nước rượu sẽ tự nhiên hòa trộn vào nhau mà không cần quậy, khuấy gì cả. Pha với tỉ lệ 6 phần rượu Shochu thường có 25 độ cồn với 4 phần nước nóng ta sẽ có được loại thức uống có 15 độ cồn. Ở dạng này sẽ làm tăng được vị ngọt và hương thơm của Shochu đồng thời nhiệt độ rượu giống như loại Kan của Sake. Thường thì số lượng rượu Shōchū sẽ được chế nhiều hơn số lượng nước nóng trong ly, và tạo ra mùi thơm dễ chịu, và chỉ làm say nhẹ người uống. Để tạo vị rượu êm và đầy đủ mùi hơn, rượu Shōchū được hòa với nước vào ngày hôm trước và sau đó được hâm nóng lên trước khi uống. Lưu ý cách pha, cần cho nước nóng vào cốc sứ trước khi rót rượu Shochu vào.
- Người Nhật  uống rượu shochu hay sake cùng nhau, chứ không uống một mình.
- Người Nhật không luôn tự rót vào ly của họ. Họ đợi người khác rót đầy ly cạn của mình. Những người khác thì mong được rót rượu, và họ hăng hái làm như vậy ngay khi họ nhìn thấy một ly cạn. Điều này được những người đàn ông Nhật giải thích rằng: nếu một người tự mình rót rượu thì sẽ lấy phải một người vợ không xinh đẹp.
- Nếu một ly rượu không uống cạn hoàn toàn, nó sẽ không được rót đầy.
- Nếu được người bề trên rót rượu, người có cấp bậc thấp hơn phải cầm ly bằng hai tay. Tương tự, khi rót rượu cho người bề trên, người có địa vị thấp hơn phải cầm chai bằng hai tay.
- Nếu một người lớn tuổi hơn trao một ly cạn (luôn luôn là ly của họ) đến cho bạn, có nghĩa là người đó sắp rót đầy ly và muốn bạn uống. Bạn không phải uống cạn ly, nhưng ít nhất bạn phải làm như bạn đang uống ("nhấp môi" cũng được chấp nhận). Và nếu bạn uống cạn ly, bạn phải trả ly lại cho người đó. Bạn không cần phải trả lại ngay, nhưng giữ ly trong một thời gian dài thì bị xem như khiếm nhã.
- Người Nhật nói "ワンショット!" (one shot!) (Một hơi luôn nhé!) nghĩa là "cạn chén."
- Khi uống rượu trước người lớn tuổi, bạn nên luôn luôn xoay lưng lại và sau đó mới uống. Uống cạn một hơi trước mặt người lớn tuổi biểu hiện thái độ không tôn trọng.

## Shochu cocktail
Khi pha Shochu với các loại đồ uống khác người ta gọi chung là Cocktail Shochu.Pha Shochu với nước trà, chanh, dâu và các loại nước trái cây khác sẽ tạo cảm giác sảng khoái dễ chịu hơn cho người uống. Cocktail Shochu cũng thích hợp khi uống trong các bữa tiệc đông người.Với đặc tính tự do pha chế, mỗi gia đình có thểtự do làm một loại cocktail Shochu riêng đặc trưng của mình mà không theo khuôn mẫu công thức nào. Shochu cocktail thường được giới trẻ ưa chuộng (đặc biệt là phụ nữ) vì họ cảm thấy rằng shochu uống rất nặng.
Loại shochu cocktail phổ biến nhất là loại có vị chanh, được gọi là "shochu mơ" ở Nhật. Công thức chung để pha chế "shochu mơ" là pha trộn một phần soju với 2 phần nước soda và thêm siro từ quả mơ. Có thể thay thế mơ bằng chanh; sẽ thành "shochu cocktail chanh" hay mojito chanh kiểu Nhật: Trộn lá bạc hà giã dập với đường  nâu và nước cốt chanh. Thêm một lượng nước soda và làm đầy ly với đá bào. Đổ shochu vào và đổ nước soda lên trên cùng. Trang trí với nhánh lá bạc hà và lát chanh. Uống bằng ống hút. Nó rất được yêu chuộng vì được bán tại các quán cà phê ở Nhật.